# ورنياب
ورنياب هي قرية في مقاطعة سرعين، إيران. يقدر عدد سكانها بـ 247 نسمة بحسب إحصاء 2016.